# Sula (flod)
 For alternative betydninger, se Sula. (Se også artikler, som begynder med Sula)
Sula (ukrainsk: Сула, tr. Sula) er en biflod til Dnepr i Sumy og Poltava oblast i Ukraine. Sula er 363 km lang og har et afvandingsareal på 18.500 km². Middelvandføringen er 29 m³/s 106 km fra udmundingen i Dnepr.

## Sulas løb
Kilden til Sula befinder på de sydvestlige skråninger af bakkerne nær landsbyen Sula (Sumy rajon, Sumy oblast). Fra kilden løber Sula 152 km i vestlig retning, hvorefter den svinger mod sydvest og løber 213 km. Den krydser Poltava-plateauet og løber ud på Dnepr lavland. Sula udmunder i Krementjukreservoiret på Dnepr 628 km opstrøms fra Dneprs udmundingen. Ved udmundingen danner Sula et delta med mange øer.

## Bifloder
Sula har et stort antal bifloder, bifloder mere end 30 km lange er:
| Venstre biflod | længde (km) | afvandingsområde           | Højre biflod | længde (km) | afvandingsområde                |
| -------------- | ----------- | -------------------------- | ------------ | ----------- | ------------------------------- |
| Artopolot      | 38          | Sumy oblast Poltava oblast | Tern         | 76          | Sumy oblast                     |
| Bodakva        | 32          | Poltava oblast             | Bisjkin      | 38          | Sumy oblast                     |
|                |             |                            | Khmelivka    | 32          | Sumy oblast                     |
|                |             |                            | Romen        | 121         | Sumy oblast Tjernihiv oblast    |
|                |             |                            | Olava        | 40          | Sumy oblast Tjernihiv oblast    |
|                |             |                            | Lokhvitsja   | 63          | Poltava oblast                  |
|                |             |                            | Sulytsja     | 41          | Poltava oblast                  |
|                |             |                            | Udaj         | 327         | Tjernihiv oblast Poltava oblast |
|                |             |                            | Sliporid     | 83          | Poltava oblast                  |
|                |             |                            | Lokhvitsja   | 63          | Poltava oblast                  |

## Kommercielt anvendelse af Sula
Vandet anvendes til kunstvanding og vandforsyning. Floden er sejlbar 161 km opstrøms fra udmundingen i Dnepr til byen Lubny, Poltava oblast. 

### Byer ved Sula
| Sumy oblast - Romny (42.856) | Poltava oblast - Lubny (47.827) |